# Il–2
Az Il–2 Sturmovik (i-L-kettő oroszul: Ил–2, sturmovik = rohamozó) a második világháborúban, majd az azt követő években használt szovjet csatarepülőgép, amelyet a Szergej Iljusin (OKB) vezetése alatt álló Központi Tervezőirodában (CKB) fejlesztettek ki az 1930-as évek második felében. Első prototípusa BS–2 típusjellel (gyári jelzése: CKB–55) 1939. október 2-án emelkedett először a levegőbe Vlagyimir Kokkinaki berepülőpilótával a fedélzetén. Továbbfejlesztett változata az 1944-ben megjelent Il–10.

## Története
Az Il–2-es kifejlesztésére Sztálin utasítására írtak ki pályázatot Ivanov névvel. A cél egy olyan repülőgép megalkotása volt, ami gyorsabb és fordulékonyabb, mint egy nehézbombázó, de jóval nagyobb fegyverzet hordozására képes, mint egy vadászgép. Emellett természetesen egyszerű, olcsó és nagy mennyiségben gyártható. A pályázat neve az Ivanov, éppen erre utalt: „A repülőgép legyen annyira egyszerűen előállítható, hogy annyi példányban készüljön, mint ahány Ivanov vezetéknevű él az országban!” A gépet a Szu–2 csatarepülőgép leváltására, valamint a Ju 87 zuhanóbombázó kiváltására is szánták, amit a németektől kellett volna megvásárolni.
A pályázaton Iljusin terve kapott támogatást. A CKB–55 nevű prototípusa már 1939-ben levegőbe emelkedhetett Bár rendkívül erős páncélzata miatt a gép nehéz volt, és az 1350 LE-s Mikulin AM–35-ös motor nem tudott ehhez kellően nagy teljesítményt leadni, így lassú, nehézkes mozgású lett, és hatótávolsága is csekély volt, mégis elnyerte Sztálin tetszését, és az eredmények később őt igazolták. Az időközben több módosításon átesett repülőgép lett a második világháború legnagyobb darabszámban előállított harci repülőgépe, melyből összesen kb. 35 000 db készült, több mint tíz féle változatban 1945-ig. Sorozatgyártását a kujbisevi 1. sz. és a 18. sz. Állami Repülőgépgyár (GAZ–1 és GAZ–18) végezte.

## Korai változatok
Az első sorozatgyártásban előállított gép 1941-ben készült el. A prototípushoz képest több módosítást végeztek rajta. A pilóta mögött megszüntették a lövész helyét, oda üzemanyagtartályt szereltek, a kisebb tömeg és a nagyobb hatótávolság érdekében. Kicserélték a motort is, a régi AM–35-ös helyett a modernebb, 1302 kW-os (1770 LE) Mikulin AM–38F típusú, V12 hengerelrendezésű motort építették be. A gép fegyverzete 2 db 20 mm-es SVAK gépágyú és 2 db 7,62 mm-es SKASZ géppuska a szárnyakba beépítve, ezenkívül max. 500 kg bombát, vagy földi célok elleni nem-irányított rakétát hordozhatott. Ez a típus már ütőképesnek bizonyult a harcokban, de a német Bf 109-es vadászrepülőgépek számára sebezhetőnek bizonyult. Bár a vastag páncélzat sok pilóta életét mentette meg, a német pilóták mégis hamar felismerték a gép gyengéit. A „rés” a páncélon az olajhűtő volt a gép hasa alatt.
A gépet a hamar keletkező magas elvárások miatt továbbfejlesztették, vastagabb páncélt kapott a pilóta háta, és nagyobb űrméretű (előbb 23, majd 24 mm-es) gépágyúk kerültek beépítésre.

## Későbbi típusok

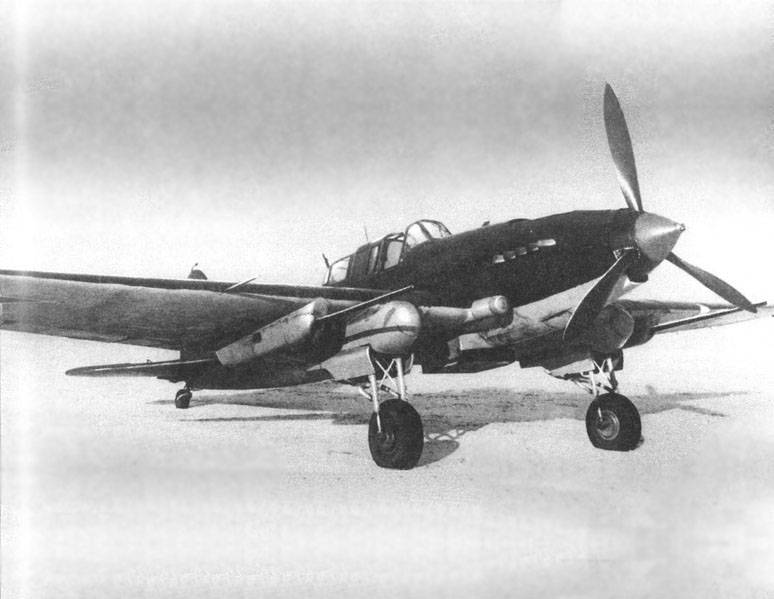
Il–2M3 37 mm-es gépágyúkonténerekkel

A vadászok miatt elszenvedett nagy veszteségek miatt szükség volt nagyobb változtatásokra is az új sorozatok gyártásakor. Visszatérve az alapkoncepcióhoz, a pilóta mögé beültettek egy rádiós-lövészt is, hogy a vadászokat távol tartsa. Fegyvere egy mozgatható, 12,7 mm-es UBT géppuska volt. Beépítettek továbbá egy új típusú célzókészüléket is, mely az előzőnél jóval egyszerűbb volt (mindössze egy kabinüvegbe épített drótkeret, célkereszttel). Ez a változat az Il– 2M nevet kapta.
1943-ra a németek egyre több nehéz páncélzatú (PzKpfw IV, PzKpfw V Panther, Pzkw VI) harckocsit alkalmaztak hadműveleteik során. Az Il–2-es tűzereje ehhez már nem mutatkozott megfelelőnek. A gép a fejlesztések során még erősebb fegyverzetet kapott. Az Il–2M3 számára a szárnyak alatt fegyvertartó gondolákat alakítottak ki, melyekbe 37 mm-es páncéltörő gépágyúk kerültek, a bombateher 1000 kg-ra növekedett, a szárnyak alatt pedig 4 db RSZ–82, vagy RSZ–132 rakétát hordozhatott.
1945 elején az Il–2 továbbfejlesztésével, annak leváltására készült el az Il–10. Ez a típus azonban már érdemben nem tudott hozzátenni a harcokhoz. Később ezt a típust az 1950-es években Magyarországon is rendszeresítették (Párduc néven), körülbelül 10 darabot rendszeresített a Magyar Néphadsereg.

## Harci alkalmazása
Az Il–2-est rendeltetésének megfelelően elsősorban a szárazföldi, mozgó célpontok (teherautó , harckocsi) ellen alkalmazták, de a háború későbbi éveiben nagyobb bombázások előkészítésében is használták. Általában kis magasságban (80–200 m) vetették be, és utazómagassága is ritkán haladta meg az 500–600 m-t. Az alacsony repülési magasságra azért volt szüksége, hogy egyrészt a földközelben védve legyen a gyorsan, de kis magasságon manőverezni nem tudó ellenséges vadászrepülőgépektől, másrészt fedélzeti fegyvereit kis magasságon hatékonyabban használhatta. Az egyre nagyobb sebességű és erősebb páncélzatú harckocsik ellen ugyanis a nem-irányított gravitációs légibombák már nem bizonyultak elég pontosnak és hatékonynak. Velük ellentétben a nagy kaliberű gépágyúkból leadott tűz képes volt megsemmisíteni a mozgó és védett célpontokat is. Az Il–2-es igazolta a koncepció hatékonyságát. A szovjetek hamar megkedvelték, Repülő tanknak, Iljusának vagy Repülő katonának becézték, míg a németeknél babonás félelem övezte a nevét, ők Vas Gusztávnak, Repülő pestisnek nevezték a típust.
Hatékonysága ellenére az Il–2 volt a Szovjet Légierő legnagyobb veszteségeket szenvedett repülőgéptípusa a második világháborúban. Viszonylag nagy mérete és lassúsága miatt a vadászrepülőgépek könnyű prédája volt. (A Magyar Királyi Honvéd Légierő több pilótájának győzelmi listáját is gazdagították Il–2-esek lelövései). Összesen több mint 14 000 gép pusztult el a harcok során. A pilótáknál is nagyobb veszteségeket szenvedtek a gép lövészei. A statisztikák szerint egy Il–2-es lelövéséig általában 6–7 fedélzeti lövészt fogyasztott el. Mivel a lövész kabinja nem rendelkezett páncélzattal és hátulról nyitott volt, így teljesen ki volt szolgáltatva az általában hátulról támadó vadászrepülőgépeknek.
Mivel a gép repülése igen nagy áldozatokkal járt a hajózószemélyzet részéről, ezért egy Il–2 pilótája vagy lövésze általában már 10 sikeres bevetés után megkaphatta a Szovjetunió Hőse kitüntetést.

## Utóélete
A típust a háború után gyorsan kivonták a hadrendből, helyét az Il–2 továbbfejlesztett változata, az Il–10 vette át. A megmaradt példányok ma a múzeumok féltve őrzött kincsei. Roncsok a mai napig kerülnek elő, melyek az erős páncélváz miatt jobb állapotban maradtak fenn, mint a többi, általában fából vagy vászonból készült szovjet repülőgép.
Magyarország területén több roncsot is találtak. Egy Balatonból kiemelt Il–2M3 maradványai Szolnokon, a Magyar Repüléstörténeti Múzeumban tekinthetők meg. 2011. augusztus 8-án egy Kömlőd melletti szántóföldön találtak roncsokat.
2013.09.04 Egy szovjet-orosz Iljusin Il–2-es csatarepülőgép roncsait és feltehetően pilótájának földi maradványait tárták fel a Fejér megyei Seregélyeshez közeli Pálinkaházpusztán
Az Il–2-es napjainkban egy repülőgép-szimulátor szoftverről is ismert, amely „IL-2 Sturmovik” néven jelent meg és már számos folytatása készült, jelentős sikert aratva.

## Galéria

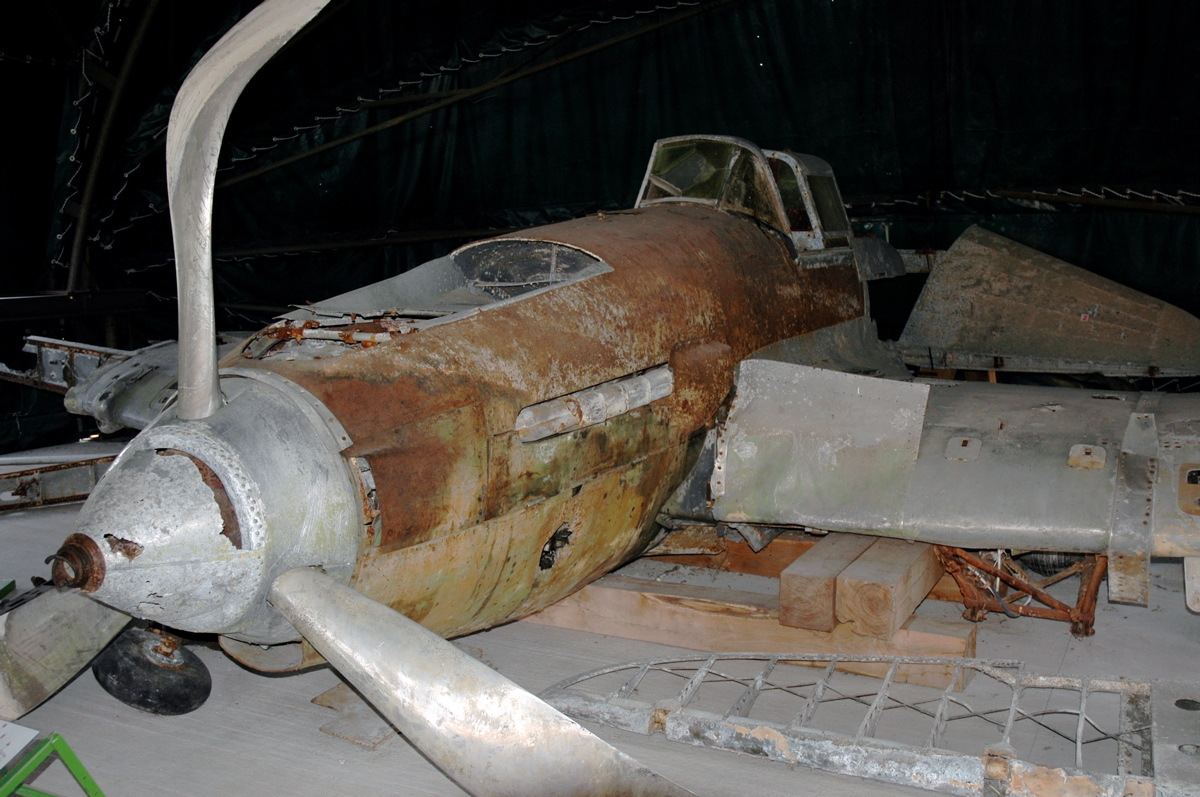
A Balatonból kiemelt Il–2M3 roncsa Szolnokon
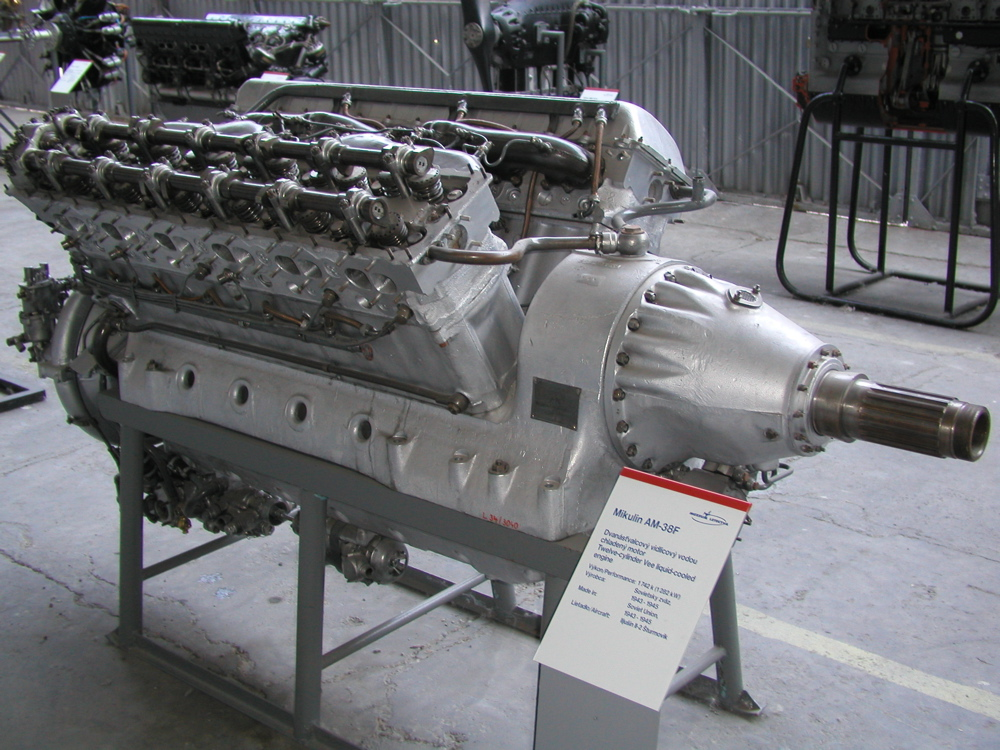
Az Il–2-n használt Mikulin AM–38F motor